# Ялом, Ирвин Дэвид
Ирвин Дэвид Ялом (англ. Irvin David Yalom; 13 июня 1931, Вашингтон, США) — американский психиатр и психотерапевт, доктор медицины, профессор психиатрии Стэнфордского университета; известен как автор научно-популярной и художественной литературы.

## Биография
Родился в Вашингтоне в еврейской семье. Родители Ирвина были выходцами из Российской империи (с территории нынешней Белоруссии), эмигрировавшими в США за пятнадцать лет до его рождения. Родители (Рут и Бенджамин Ялом) владели в Вашингтоне продуктовым магазином. Ялом провёл своё детство в чтении книг дома и в местной библиотеке.
После окончания высшей школы посещал Университет Джорджа Вашингтона (окончил в 1952 году), а потом Школу медицины Бостонского университета (доктор медицины, 1956). Интернатуру проходил в госпитале «Маунт-Синай» в Нью-Йорке и в клинике «Фипс» госпиталя Джонса Хопкинса. После окончания своего обучения Ялом два года служил в армии в больнице общей практики «Триплер» в Гонолулу.
После службы Ялом начал карьеру в Стэнфордском университете. Ирвин Ялом является представителем экзистенциальной психологии — одного из направлений современной гуманистической психологии. 
Ялом — автор нескольких учебников и многочисленных художественных произведений о профессиональной деятельности психотерапевтов и истории психотерапии. Почти все они опубликованы в переводе на русский язык (см. Библиография ниже).

## Семья
Супруга И. Ялома — Мэрилин Ялом, филолог, писательница, известная в России книгой «Любовь по-французски» (в оригинале — «Как французы открыли любовь»). Они учились в одной школе в Вашингтоне, их роман начался, когда Ирвину было пятнадцать лет, а Мэрилин — четырнадцать. Яломы были женаты более шестидесяти лет, в браке родилось четверо детей. В 2019 году Мэрилин ушла из жизни. 11 января 2024 года Ирвин Ялом вновь женился: его избранницей стала 75-летняя Сакин Штернбер.

## Взгляды на психотерапию
Ирвин Ялом является последовательным противником деиндивидуализирующего, бюрократического, формального подхода в психотерапии. Особенно резко выступал против (как он сам называл) «краткосрочной диагноз-ориентированной терапии». «Краткосрочная диагноз-ориентированная терапия», по Ялому, функционирует на коммерческой основе и базируется на узких, формальных диагнозах. Это односторонняя, управляемая протоколом «терапия для всех», без учёта индивидуальности.
Ялом полагал, прежде всего, что для каждого пациента должна изобретаться новая психотерапия, потому что у каждого есть уникальная история. Основой этой «новой» терапии служит терапия, построенная на межличностных взаимоотношениях «здесь и сейчас» пациента и психотерапевта, на их взаимных откровениях.
Не последнюю роль на формирование его взглядов оказал и психоанализ. В своих работах Ялом прошел путь от психоаналитика до экзистенциально-гуманистического психотерапевта. Большое место в его трудах («Мамочка и смысл жизни», «Лжец на кушетке», «Дар психотерапии») отводится преодолению экзистенциального страха смерти. В книге «Вглядываясь в солнце. Жизнь без страха смерти» (2008) он подводит итог изучению этой проблемы: «Как только мы оказываемся способными противостоять факту своей собственной смертности, мы готовы перестроить свои приоритеты, мы начинаем более глубоко общаться с любимыми людьми, более остро ценить красоту жизни и с готовностью берём на себя риски личностного выбора».

### Научная и научно-популярная литература
- (1970) Ялом, Ирвин. Теория и практика групповой психотерапии = The Theory and Practice of Group Psychotherapy : 1970 / Пер. с англ. С. Жужановой, М. Мироновой; Науч. ред. М. Миронова, и др.. — СПб. : Питер, 2000. — 640 с. — ISBN 5-314-00188-8.
- (1970) Ялом, Ирвин. Групповая психотерапия: теория и практика = The Theory and Practice of Group Psychotherapy : 1970 / Пер. с англ. Г. Пимочкина, Н. Шевчук, Д. Гурьев; Общ. ред. С. Римского. — М. : Эксмо-Пресс, 2000. — 576 с. — ISBN 5-04-004795-9.
- (1980) Ялом, Ирвин. Экзистенциальная психотерапия = Existential Psychotherapy : 1980 / Пер. с англ. Т. С. Драбкиной. — М. : Класс, 2004. — 575 с. — ISBN 5-86375-106-1.
- (1983) Ялом, Ирвин. Стационарная групповая психотерапия = Inpatient Group Psychotherapy : 1983 / Пер. с англ.. — М. : Эксмо, 2011. — 480 с. — ISBN 978-5-699-52275-0.
- (1996) The Yalom Reader: Selections from the Work of a Master Therapist and Storyteller
- (2001) Ялом, Ирвин. Дар психотерапии = The Gift of Therapy: An Open Letter to a New Generation of Therapists and Their Patients : 2001 / Пер. с англ. Ф. Прокофьев. — М. : Эксмо, 2005. — 352 с. — ISBN 5-699-13766-1.
- (2008) Ялом, Ирвин. Вглядываясь в солнце. Жизнь без страха смерти = Staring at the Sun: Overcoming the Terror of Death : 2008 / Пер. с англ. А. Петренко. — М. : Эксмо, 2009. — 352 с. — ISBN 978-5-699-27531-1.

### Художественная литература
- (1974) Ялом, Ирвин. Хроники исцеления: Психотерапевтические истории = Every Day Gets a Little Closer : 1974 / Пер. с англ. С. Артёмов. — М. : Эксмо, 2005. — 352 с. — ISBN 5-699-09706-6.
- (1989) Ялом, Ирвин. Палач любви и другие психотерапевтические новеллы = Love's Executioner and Other Tales of Psychotherapy : 1989 / Пер. с англ. А.Б. Фенько. — М. : Класс, 1997. — 288 с.
- (1992) Ялом, Ирвин. Когда Ницше плакал = When Nietzsche Wept : 1992 / Пер. с англ. М. Будыниной; Под ред. С. Римского. — М. : Эксмо-Пресс, 2002. — 415 с. — ISBN 5-04-008649-0.
- (1996) Ялом, Ирвин. Лжец на кушетке = Lying on the Couch : 1996 / Пер. с англ. М. Будыниной. — М. : Эксмо, 2004. — 480 с. — ISBN 5-699-08138-0.
- (1999) Ялом, Ирвин. Мамочка и смысл жизни: психотерапевтические истории = Momma and the Meaning of Life : 1999 / Пер. с англ. Е. Филиной. — М. : Эксмо-Пресс, 2002. — 287 с. — ISBN 5-04-008650-4.
- (2005) Ялом, Ирвин. Шопенгауэр как лекарство = The Schopenhauer Cure : 2005 / Пер. с англ. Л. Махалина. — М. : Эксмо, 2006. — 544 с. — ISBN 5-699-19601-2.
- (2005) I´m calling the police! A Tale of Regression and Recovery
- (2012) Ялом, Ирвин. Проблема Спинозы = The Spinoza Problem : 2012 / Пер. с англ. Э. Мельник. — М. : Эксмо, 2015. — 512 с. — ISBN 978-5-699-83369-6.
- (2015) Все мы творения на день и другие истории = Creatures of a Day and Other Tales of Psychotherapy : 2015 / Пер. с англ. Е. Вульфсон, Т. Кондратьевой, Б. Львова, А. Мануковского, С. Штукаревой. — М. : Московский институт психоанализа, 2014. — 240 с. — ISBN 978-5-906339-97-3.
- (2015) Ялом, Ирвин. Все мы творения на день и другие истории = Creatures of a Day - And Other Tales of Psychotherapy : 2015 / Пер. с англ. Е. Перовой. — М. : Эксмо, 2021. — 220 с. — ISBN 9785041190989.

### Мемуары и размышления
- (2017) Ялом, Ирвин. Как я стал собой. Воспоминания = Becoming Myself: A Psychiatrist's Memoir : 2017 / Пер. с англ. Э. Мельник.. — М. : Эксмо, 2018. — 381 с. — ISBN 9785040942404.
- (2021) Ялом, Ирвин. Вопрос смерти и жизни = A Matter of Death and Life, co-written with Marilyn Yalom : 2021 / Ялом, Ирвин, Ялом, Мэрилин. — М. : Эксмо, 2021. — 233 с. — ISBN 9785041196295.
- (2024) Hour of the Heart

## Экранизации
- 2003 Flight from Death (режиссёр Patrick Shen, в ролях Ron Leifer, Robert Jay Lifton, Merlyn Mowrey, Sheldon Solomon и Irvin D. Yalom)
- 2007 «Когда Ницше плакал» (режиссёр Пинхас Перри по одноимённому роману Ирвина Ялома).
- 2014 Yalom’s cure (режиссёр Sabine Gisiger)